# Điện mặt trời Tuy Phong
Điện mặt trời Tuy Phong là nhà máy điện mặt trời xây dựng trên vùng đất xã Vĩnh Hảo huyện Tuy Phong tỉnh Bình Thuận .
Điện mặt trời Tuy Phong có công suất lắp máy 30 MW, khởi công ngày 19/9/2018, dự kiến hoàn thành tháng 6/2019. Vùng thu năng lượng có tổng diện tích 50 ha, cung cấp mỗi năm khoảng 63 triệu kW.giờ. Chủ sở hữu là Công ty TNHH Power Plus Việt Nam 

## Công trình liên quan
Điện mặt trời Tuy Phong được coi là điện mặt trời đầu tiên xây dựng ở tỉnh Bình Thuận .
Tuy nhiên điện mặt trời Vĩnh Tân ở khuôn viên Trung tâm Điện lực Vĩnh Tân tại xã Vĩnh Tân cùng huyện có công suất lắp máy 6,2 MW, hoàn thành tháng 2/2019 mới là nhà máy hoàn thành đầu tiên ở Bình Thuận .
Tại cùng xã Vĩnh Hảo còn có Điện mặt trời Vĩnh Hảo 6 công suất lắp máy 50 MWp, khởi công tháng 10/2018, dự kiến hoàn thành tháng 6/2019 .